# Пролетарська (станція метро, Нижній Новгород)
56°16′56″ пн. ш. 43°54′45″ сх. д. / 56.28222° пн. ш. 43.91250° сх. д.
Пролета́рська (рос. Пролета́рская) — станція Автозаводської лінії Нижньогородського метро, розташована між станціями «Двигун Революції» та «Автозаводська». Відкрита 20 листопада 1985 року в складі першої черги Автозаводської лінії. Колишня кінцева.

## Виходи
Станція розташована на пр. Леніна на межі Автозаводського і Ленінського районів міста. Поряд знаходяться завод «Теплообмінник» та парк «Дубки».

## Технічна характеристика
Конструкція станції — колонна мілкого закладення.

## Колійний розвиток
Станція з колійним розвитком — 6 стрілочних переводів, перехресний з'їзд і 2 станційні колії для обороту та відстою рухомого складу, що переходять в двоколійну ССГ з електродепо ТЧ-1 «Пролетарське».

## Оздоблення
Архітектура станції вирішена в простих лаконічних формах. Колірна гамма білого і червоного створює урочистий візерунок. На колійних стінах, оздоблених жовтуватим мармуром «коєлга», розташовані вертикальні вставки з переходом відтінків від темно-сірого до рожевого. Низка білих колон з вузькими розтинами з червоного мармуру відповідає ритму членувань на стінах.
Підлога платформи з червоного граніту утворює геометричний малюнок із заповненням в центрі сірими плитами. Закарнізне освітлення, розташоване вздовж ригелю, дає м'яке рівне світло. На відміну від інших колонних станцій Нижньогородського метрополітену, яскраво освітлено не тільки центральний зал, а й посадочні платформи.
У вестибюлях колони облицьовані червоним мармуром «буровщіна», стіни — рожевим «газган». Розташовані над сходами, що ведуть до платформи, два барельєфа з кованої міді присвячені темі праці і миру.